# Obesotoma gigas
Obesotoma gigas é uma espécie de gastrópode do gênero Obesotoma, pertencente a família Mangeliidae.